# Pyhäranta
Pyhäranta es un municipio de Finlandia situado en la región de Finlandia Propia. En 2017 su población era de 2.079 habitantes. La superficie del término municipal es de 291,75 km², de los cuales 143,37 km² son de lagos, lagunas y ríos. El municipio tiene una  densidad de población de 14,49 hab./km².
Limita con los municipios de Laitila, Uusikaupunki y Rauma, este último en la región vecina de Satakunta.
El idioma oficial es el finés.